# Il mio nemico (singolo)
Il mio nemico è un singolo del cantautore italiano Daniele Silvestri, il terzo estratto dal suo quinto album in studio Unò-dué e pubblicato nel 2002.

## Descrizione
Il mio nemico è una canzone contro la guerra e la strumentalizzazione di questa per interessi economici.
Fu scritta da Silvestri all'indomani degli scontri avvenuti a Genova in occasione del G8 del 2001.
Nel testo viene citato un passaggio del brano La guerra di Piero di Fabrizio De André.
La musica si basa su un campionamento del brano Alturas del gruppo cileno Inti Illimani.
Ha vinto il premio Amnesty International Italia nel 2003.

## Il videoclip
Il video, girato a cartoni animati, narra la vicenda di due soldati durante una battaglia e di come possa nascere un'amicizia anche durante un conflitto.
Il video è stato girato da Marco Pavone.

## Curiosità
Il brano fa parte della colonna sonora del film del 2012 Viva l'Italia di Massimiliano Bruno.
Il 22 maggio 2020 è stato pubblicato un remake dal titolo Il mio nemico invisibile, che nasce dall'unione tra Il mio nemico di Silvestri e altri due brani del rapper Rancore.